# Derecho de fiel medidor
El derecho de fiel medidor es un antiguo impuesto español. 
Fue concedido por el Reino a Felipe IV en 1642 y consistía en cuatro maravedís en cada arroba de vino, vinagre y aceite de las que se aforaran, midieran, pesaran y consumieran. Estuvo arrendado hasta 1749 en que se empezó a administrar por cuenta de la Real Hacienda y tuvo varias aplicaciones pues la mayor parte de este derecho se enajenó de la Corona, según el Reino lo había concedido, y su producto se destinó a la remonta de la caballería y posteriormente al bolsillo secreto del Rey.